# Ovoo

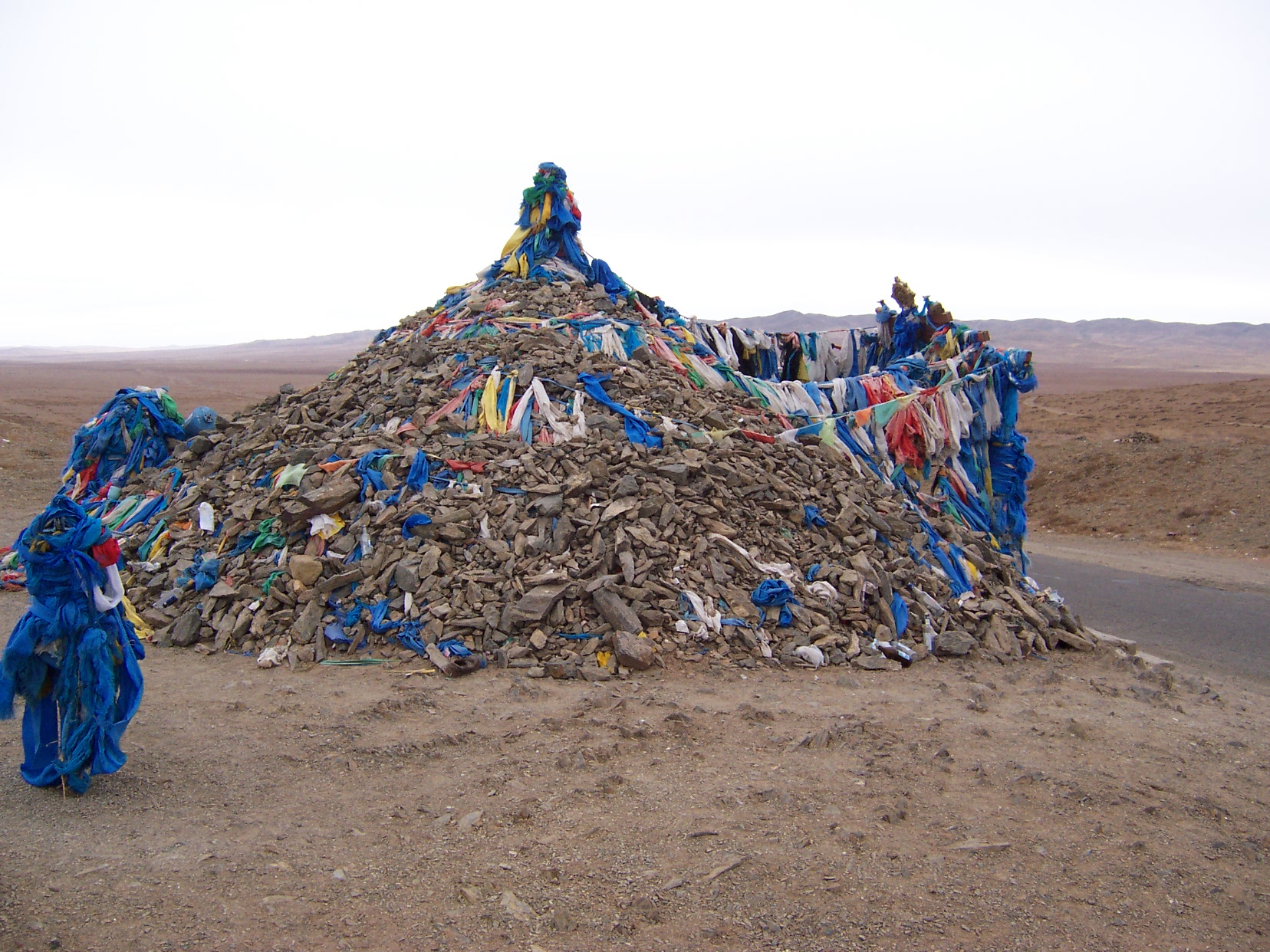
Ovoo

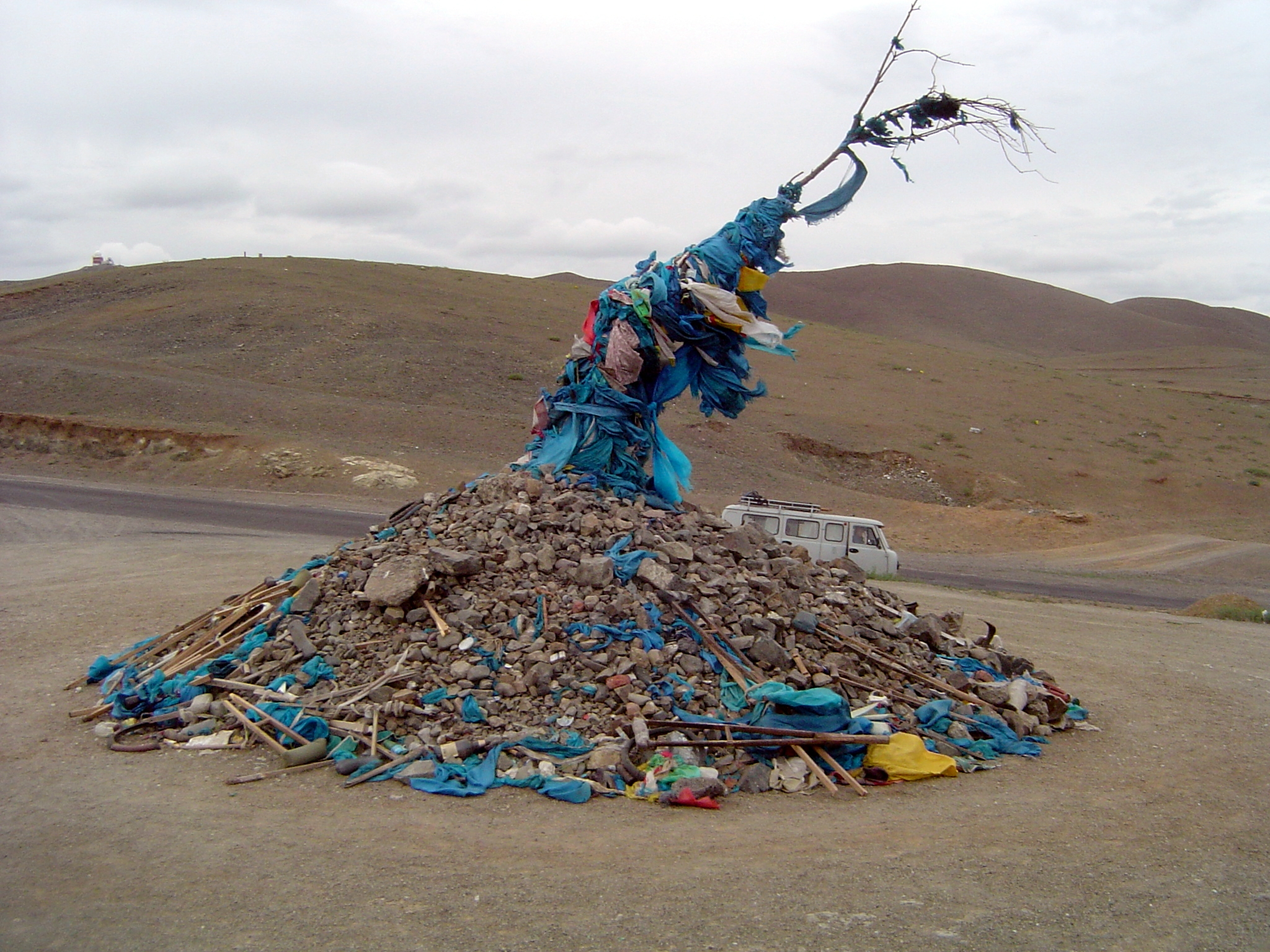
Ovoo de piedra y parcialmente de madera

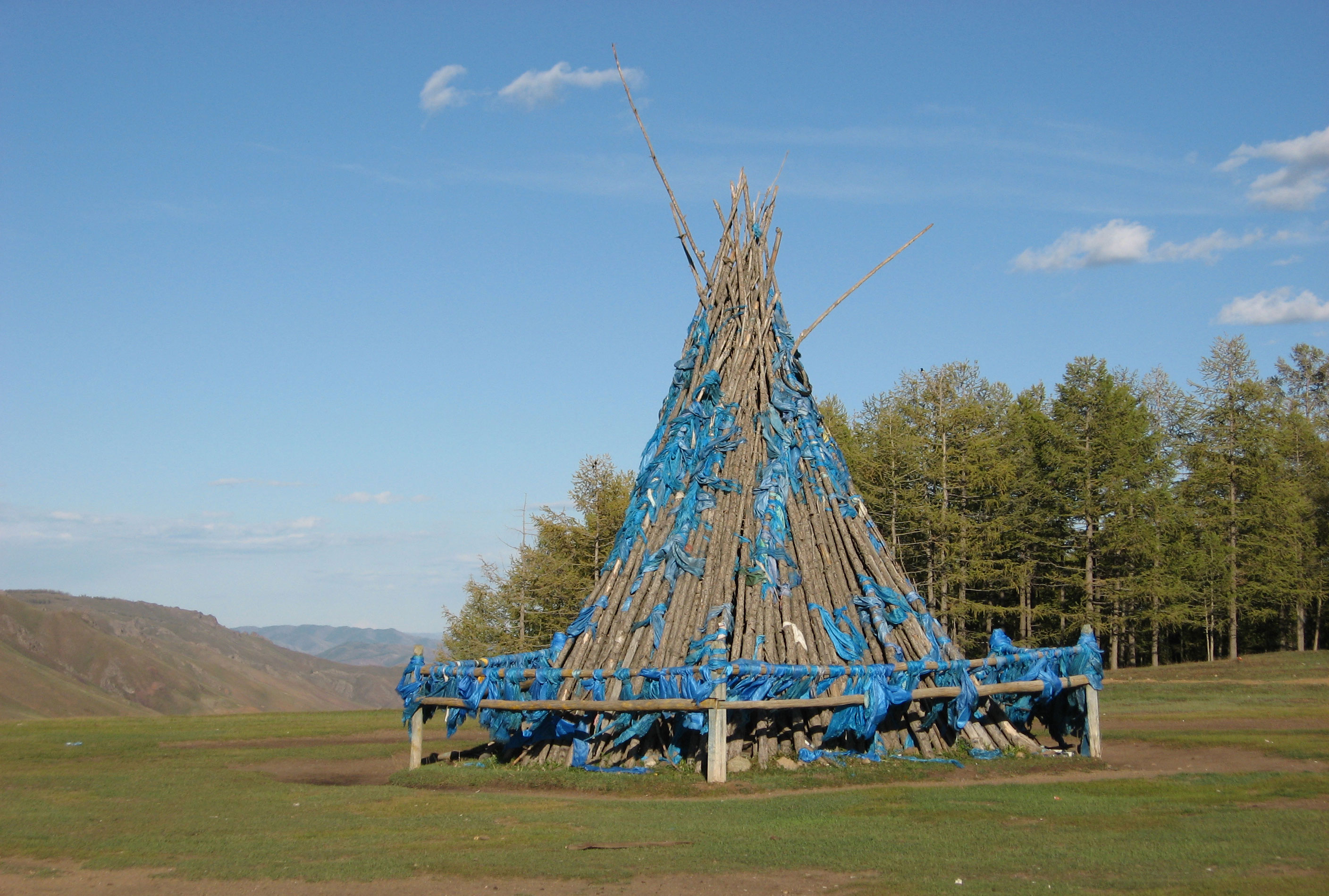
Un ovoo principalmente de madera en el norte de Mongolia

Un ovoo (en mongol: овоо, que significa montón) es un tipo de mojón o cairn chamánico que se encuentra en Mongolia, por lo general hecho de rocas o madera. Los ovoos se encuentran a menudo en la parte superior de las montañas y en lugares altos, como puertos de montaña. Sirven principalmente como lugares de culto, para honrar a las montañas y el cielo, así como en las ceremonias budistas, pero a menudo también son puntos de referencia.
Cuando se viaja, es costumbre parar y rodear el ovoo tres veces en dirección horaria, con el fin de tener un viaje más seguro. Por lo general, se recogen algunas rocas del suelo y se añaden a la pila. Además, se pueden dejar ofrendas en forma de dulces, dinero, leche o vodka. Si uno está apurado durante el viaje y no tiene tiempo para parar en un ovoo, tocando la bocina al pasar por el ovoo será suficiente.
Los ovoos también se utilizan en las ceremonias de adoración de las montañas y el cielo que suelen tener lugar al final del verano. Los fieles llevan una rama de árbol o un palo al ovoo y una tela azul khadag, una bufanda de seda ceremonial que simboliza el cielo abierto y el espíritu del cielo Tengri, en la rama. A continuación, se enciende un fuego y se hacen ofrendas de comida, seguidas de un baile ceremonial y de oraciones (con los adoradores sentados en el lado noroeste del ovoo), y de una fiesta con la comida sobrante de la ofrenda.
En el período comunista en Mongolia el culto a los ovoos, junto con otras formas religiosas, fue prohibido oficialmente pero la gente, clandestinamente, seguía adorándolos.
Algunos distritos de Mongolia llevan en su nombre el término ovoo, como Bayan-Ovoo (Bayankhongor),  Bayan-Ovoo (Khentii), Bayan-Ovoo (Ömnögovi),  Mandal-Ovoo (Ömnögovi), Saikhan-Ovoo( Dundgovi) y Tsagaan-Ovoo (Dornod) o como Bayan Obo, en Mongolia Interior.